# Ивета
Ивета (чеш. Iveta; словац. Iveta) — преимущественно чешское и словацкое женское имя.

## Известные носители
- Бартошова, Ивета (1966—2014) — чехословацкая и чешская певица.
- Бенешова, Ивета (род. 1983) — чешская теннисистка.
- Лутовская, Ивета (род. 1983) — чешская участница конкурсов красоты, «Мисс Чехия — 2009».
- Радичова, Ивета (род. 1956) — словацкий политик и социолог.